# 返球
| ウィキペディアには「返球」という見出しの百科事典記事はありません（タイトルに「返球」を含むページの一覧/「返球」で始まるページの一覧）。 代わりにウィクショナリーのページ「返球」が役に立つかもしれません。 |